# Vasiljevac
Vasiljevac (en serbe cyrillique : Васиљевац) est un village de Serbie situé dans la municipalité de Kuršumlija, district de Toplica. Au recensement de 2011, il comptait 6 habitants.

## Démographie
| 1948 | 1953 | 1961 | 1971 | 1981 | 1991 | 2002 | 2011 |
| ---- | ---- | ---- | ---- | ---- | ---- | ---- | ---- |
| 254  | 290  | 264  | 189  | 115  | 29   | 18   | 6    |

|  |